# ピエール・ディアール
ピエール＝メダール・ディアール（Pierre-Médard Diard, 1794年3月19日 - 1863年2月16日）は、フランスの博物学者であり探検家。ジョルジュ・キュヴィエの弟子。

## 生涯
アンドル＝エ＝ロワールのシャトー＝ルノーで生まれた。子供時代は、パリにしかなかったパブリックコースを利用できないため、同年代の仲間を集め、自然のさまざまな現象を研究して過ごした。地籍調査の仕事や公教育に従事したのち医学の道に進んだが、1813年4月3日政令により中断し第3連隊の名誉衛兵となる。数年後退役し、本来やりたかった道に進むためパリへと行き、医学教育の続きをジョルジュ・キュヴィエの下で受ける。
医学を学んだのは、子供の頃からの自然のさまざまな現象を研究するためであり、実績を上げたことで極東への道が開かれた。
1817年8月20日にボルドーを出港し、1818年1月5日に無事カルカッタに到着する。
「動植物と深い関わりをもって活動する者」として東インド諸島で活動：
1817年12月に船でセーヌ川を下り、1818年5月にはカルカッタに着いた。シャンデルナゴルを拠点に家を借り、仮の博物館とした。そこでは室内で剥製や標本を保管する一方、庭では植物を植えると共に池では水鳥と魚を飼育した。数か月過ぎるとほぼ周辺で見つかる動植物すべての種類を集まり、1818年6月にはパリの自然史博物館に標本を送った。1818年12月にはトーマス・ラッフルズの誘いでスンダ列島などの探検を行い、ペナン、シンガポールなどを巡った。イギリス人との旅はあまり生産性がなかったが英語の勉強のためもあり続けた。アチェでは荷物が奪われるなどしたが、マラッカではクマやサルを始め珍しい鳥なども採取でき、1819年8月再びシンガポールへ戻った。そこでトーマス・ラッフルズとは契約上のトラブルが発覚し訣別した。
のちにインドシナに行き、アンナムを訪れ、アンコールワットを訪れた最初のヨーロッパ人の一人になった。1820年の終りに標本類の入ったいくつかの箱をパリ博物館に送った。マラヤを訪れ、バタビア（現在のジャカルタ）のオランダ東インド会社に加わり、1827年から1848年の間は東インド諸島で標本を集めた。テミンクは、ディアールがボルネオから送った標本が1828年にライデンに到着したと報告している。
ダッチライオン勲章の騎士、アンドル・エ・ロワール農業協会名誉会員。 

## 業績
東インド会社の最高評議会のメンバーとの口約束のもと、デュヴォセルと共に東インド会社によって組織されたトーマス・ラッフルズが計画したスンダの島の探検に参加した。書面契約でなかったことなどで、賃金の支払いなどでトラブルとなりトーマス・ラッフルズらとの契約は破棄となり、探検におけるコレクション、メモ、および図面の大半は東インド会社の所有となってイギリスに送られ、ラッフルズコレクションの一部となっている。

## 献名された動物
ジョルジュ・キュヴィエが献名したスンダウンピョウNeofelis diardiを含め多くの動物名に名を残している。
- Harpactes diardii
- Typhlops diardii
- Hyllus diardi
- Neofelis diardi